# Молдавска автономна съветска социалистическа република
Молдавската автономна съветска социалистическа република, съкратено Молдавска АССР или МАССР (на румънски: Republica Autonomă Socialistă Sovietică Moldovenească, на молдовска кирилица: Република Аутономэ Советикэ Сочиалистэ Молдовеняскэ) е автономна република в състава на Украинската ССР. Просъществува от 12 октомври 1924 до 2 август 1940, когато град Тираспол с 6 (от 14) района влиза в състава на новообразуваната Молдавска съветска социалистическа република, а останалите – в състава на Украинската ССР.
Включва част от съвременна Молдова (Приднестровието) и част от съвременна Украйна. Административен център (столица) на МАССР е град Балта (днес в Украйна), а от 1929 – Тираспол.